# 東新津駅
東新津駅（ひがしにいつえき）は、新潟県新潟市秋葉区滝谷町（たきやちょう）にある、東日本旅客鉄道（JR東日本）磐越西線の駅である。

## 歴史
- 1952年（昭和27年）2月20日：日本国有鉄道の駅として開業[1][3]。
- 1987年（昭和62年）4月1日：国鉄分割民営化により、JR東日本の駅となる[4]。
- 1989年（平成元年）2月18日：ホーム延長工事が完成し、3月9日から使用を開始[5]。
- 2001年 （平成13年）1月24日 ：現駅舎に改築[2] 。
- 2008年（平成20年）3月15日：新潟近郊区間の拡大により、ICカード「Suica」の利用が可能となる[6]。

## 駅構造
単式ホーム1面1線を有する地上駅である。
新津駅管理の無人駅となっている。駅舎は待合スペースの機能のみで、簡易Suica改札機（入場用・出場用各1台）、乗車駅証明書発行機、トイレ（水洗式）などが設置されている。
駅舎の屋根最上部には、蒸気機関車を模した風見鶏が設置されている。

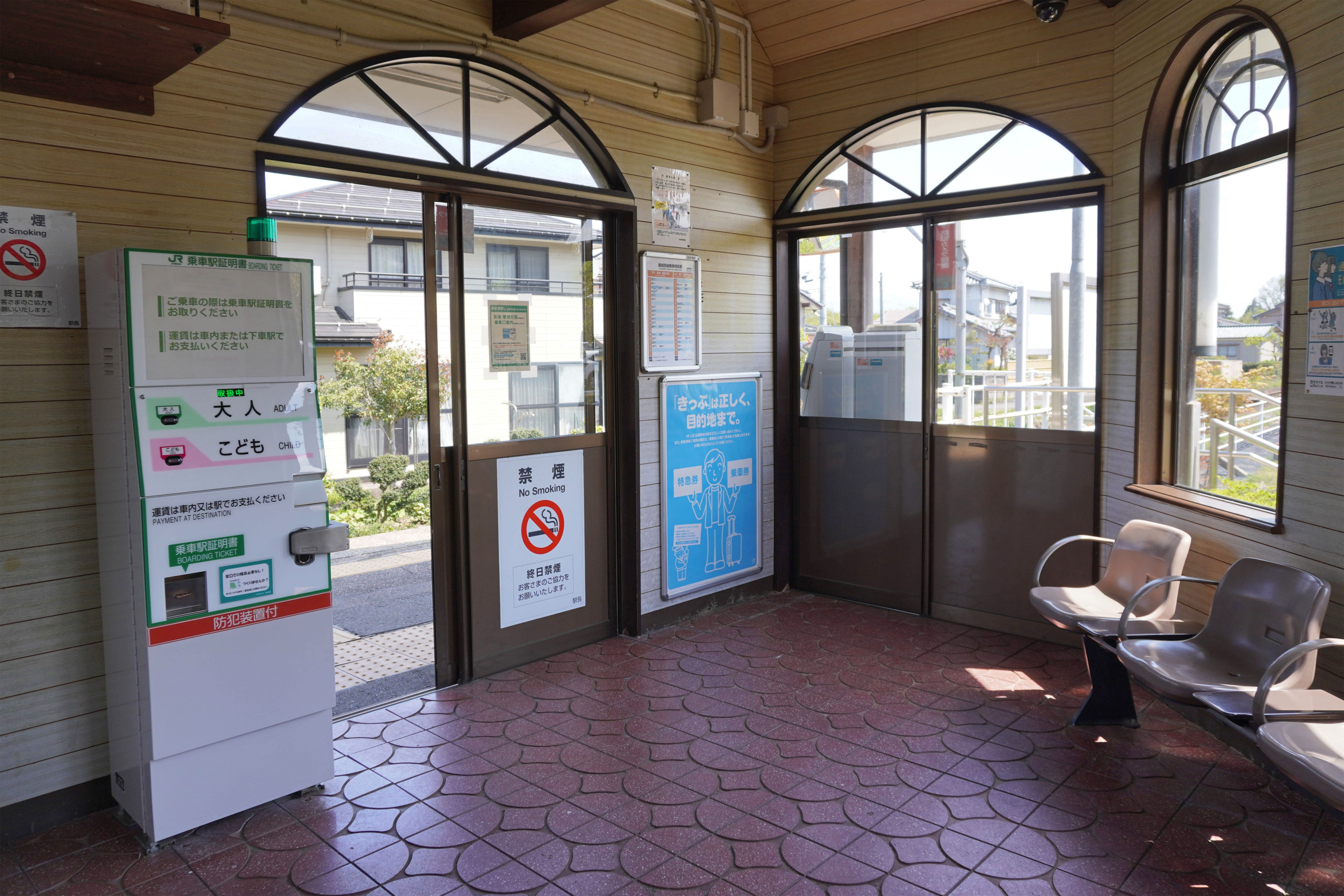
待合室（2023年4月）
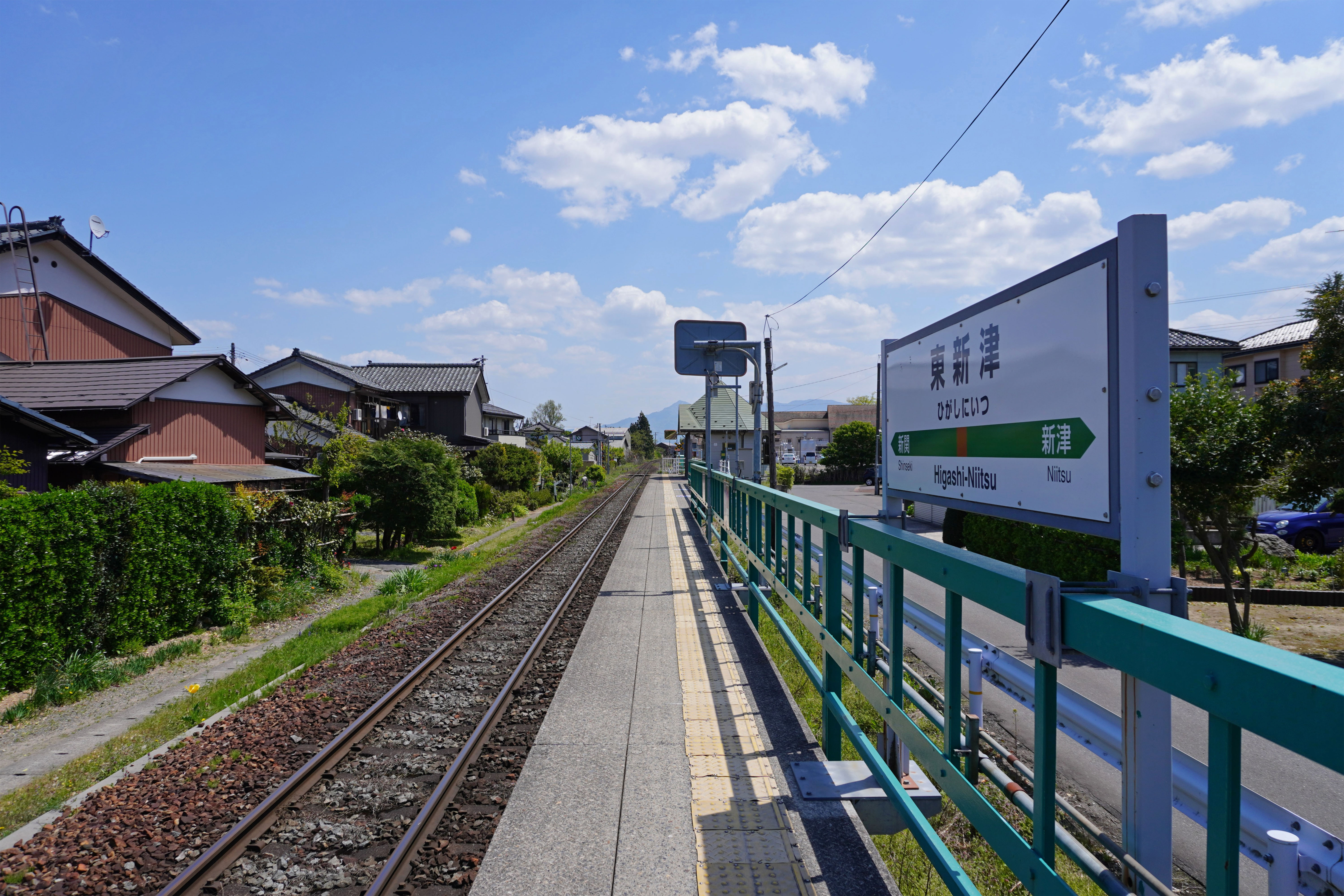
ホーム（2023年4月）
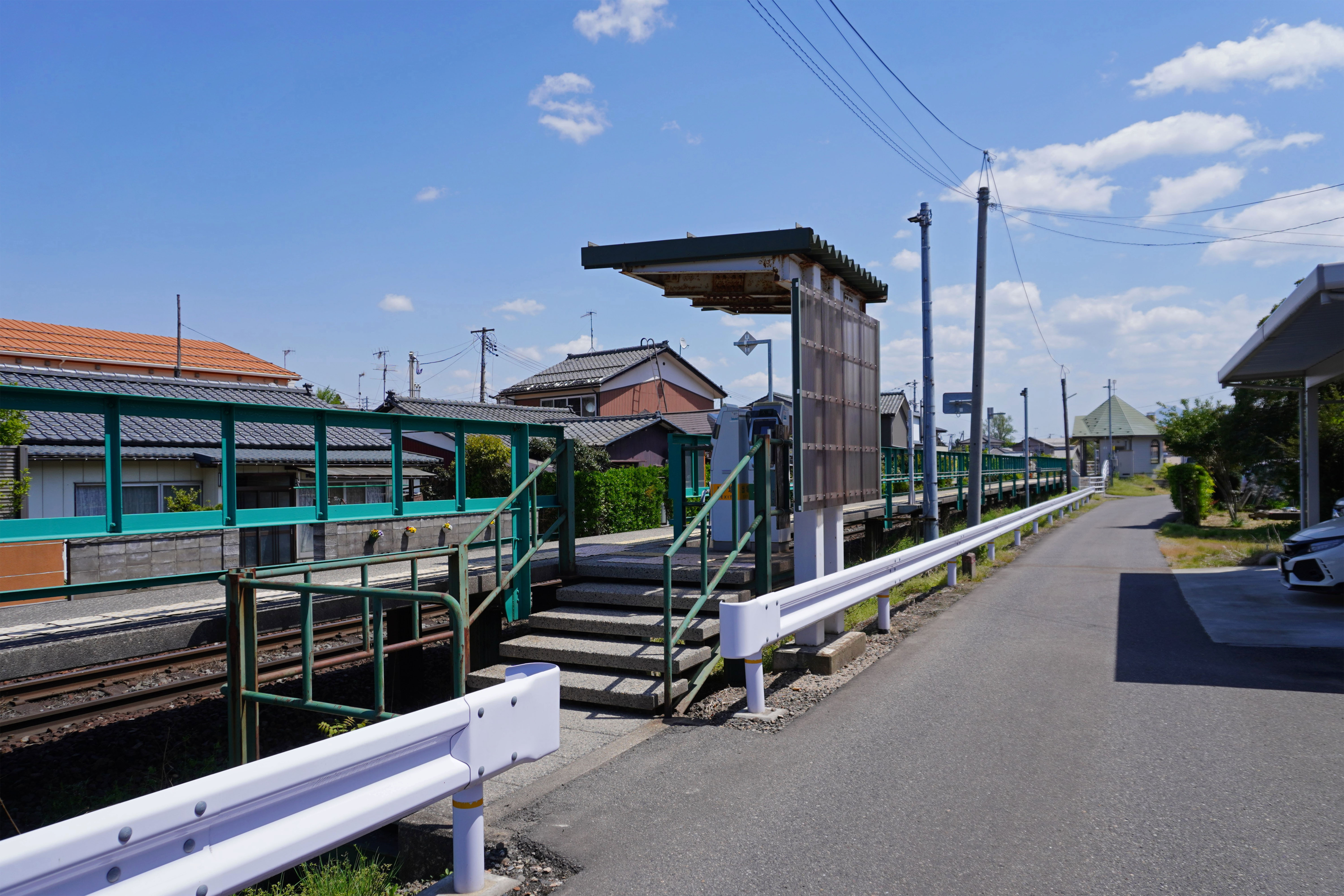
西側出入口（2023年4月）
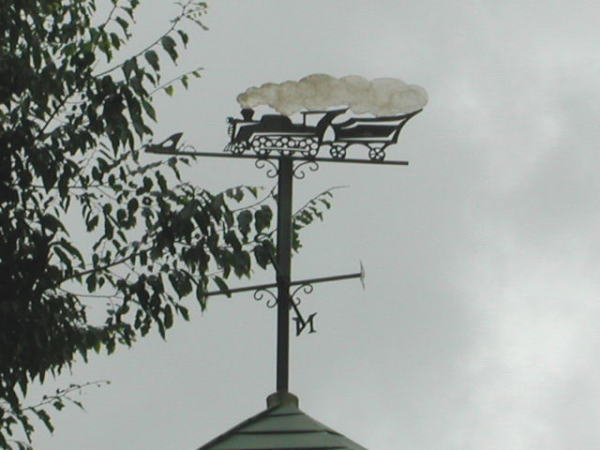
駅舎の屋根には設置されている蒸気機関車を模した風見鶏（2004年7月）

## 利用状況
「新潟市統計書」によると、2005年度（平成17年度）- 2010年度（平成22年度）の1日平均乗車人員の推移は以下のとおりであった。なお、新潟市合併前の2004年度（平成16年度）以前のデータは非公表となっている。
| 乗車人員推移       | 乗車人員推移     | 乗車人員推移 |
| 年度               | 1日平均 乗車人員 | 出典         |
| ------------------ | ---------------- | ------------ |
| 2005年（平成17年） | 211              | [ 7 ]        |
| 2006年（平成18年） | 197              | [ 7 ]        |
| 2007年（平成19年） | 202              | [ 7 ]        |
| 2008年（平成20年） | 219              | [ 7 ]        |
| 2009年（平成21年） | 222              | [ 7 ]        |
| 2010年（平成22年） | 222              | [ 7 ]        |

無人駅については、発券データが正確に計上されないとして、2011年度（平成23年度）以降の乗車人員データが非公表となった。

## 駅周辺
新潟市秋葉区、新津中心部南東側の丘陵地に近く、かつて駅周辺には油田・製油所が数多くあった。1970年代から徐々に宅地化が進んだ。駅前にある温泉施設も、元々は製油所だったところである。
- 秋葉温泉 花水（かすい）
- 新津滝谷郵便局
- 秋葉公園
- 新潟県立新津高等学校
- 新潟県道7号新津村松線
- 新潟交通観光バス「滝谷」停留所

## 隣の駅
東日本旅客鉄道（JR東日本）
■磐越西線
■快速（下りのみ運転）・■普通
新関駅 - 東新津駅 - 新津駅